# Universidad del Valle Nicaragua
Universidad Del Valle Nicaragua es una institución privada de educación superior con sede en la ciudad de Managua, capital de Nicaragua, en América Central. Dicha institución ofrece programas de estudios tales como Licenciaturas e Ingenierías, más de 1,800 personas eligen estudiar en Universidad Del Valle. Está ubicada en el Costado Sur de la Rotonda del Periodista en Managua, Nicaragua 13005. Su número telefónico es 2278-8626.
Universidad Del Valle no sólo se dedica a la docencia: cuenta además con programas de investigación y de extensión universitaria. Esta institución está avalada por a nivel Iberoamericano por Universia, a nivel Centroamericano por AUPRICA y a nivel nacional por el CNU.

## Historia
En 1997 se dieron las primeras clases en la sede actual de Universidad del Valle Nicaragua. Fue fundada por los Señores José Arnoldo Arreaga Carrera y Kathia Sehtman Tiomno, quienes actualmente fungen como Presidente y Rectora de esta organización dedicada a la formación académica. La primera rectora de la institución fue la Profesora Socorro Bonilla Castellón. 
Cuenta con un Centro de Mediación avalado por la Dirección de Resolución Alterna de Conflictos (DIRAC) del Poder Judicial de Nicaragua. Es la única universidad a nivel nacional que oferta la carrera de Diseño de Modas.